# 오노촌 (이와테현)
오노촌(大野村)은 이와테현의 북쪽에 위치하고 있던 기타쿠노헤군·구노헤군의 촌이다. 2006년 1월 1일, 다네이치정과 합병하여 히로노정이 되어 소멸했다.

## 역사
- 1889년 4월 1일 - 정촌제 시행과 함께 주변의 촌을 합병해 기타쿠노헤군 오노촌이 성립하였다.
- 1896년 3월 29일 - 기타쿠노헤군과 미나미쿠노헤군이 합병해 구노헤군 오노촌이 되었다.
- 1955년 1월 1일 - 가루마이정에 일부를 편입하였다.
- 1955년 7월 1일 - 오노촌의 일부를 가루마이정에 편입하였다.
- 2006년 1월 1일 - 다네이치정과 합병해 히로노정이 되었다.

## 교통

### 도로
- 국도 395호선